# تکیه ایزد گشسب
تکیه ایزد گشسب یا تکیه درویش ناصرعلی مربوط به دوره پهلوی دوم بود و در در تخت فولاد اصفهان واقع شده و این اثر در تاریخ ۳۰ تیر ۱۳۸۴ با شمارهٔ ثبت ۱۲۲۹۶ به‌عنوان یکی از آثار ملی ایران به ثبت رسیده‌است.
این مکان محل دفن درویش ناصرعلی و تکیه دراویش اصفهان بود که در نیمه شب چهارشنبه ۳۰ بهمن ماه ۱۳۸۷ توسط نیروهای امنیتی، یگان ویژه، اماکن و شهرداری محاصره شده و بعد کتابخانه و کلیه وسایل و اقلام موجود در آن جمع‌آوری و کلیه ساختمان‌های اطراف مقبره (ساختمان قدیمی و حسینیه محل برگزاری مجالس دینی) با بلدوزر تخریب شد و تنها اتاق مقبره باقی ماند.